# Rue Saint-Thomas-du-Louvre
La rue Saint-Thomas-du-Louvre est une ancienne voie de l'ancien 1er arrondissement, actuel 1er arrondissement de Paris, en France.

## Situation
Cette voie commençait rue des Orties-du-Louvre en passant à travers le Louvre et finissait rue Saint-Honoré. Au moment de sa suppression dans les années 1850, elle reliait la place du Palais-Royal à la rue du Carrousel. Elle était située dans le quartier des Tuileries.

## Origine du nom
Elle tire son nom de l'église Saint-Thomas-du-Louvre, fondée à la fin du XIIe siècle à l'extrémité sud de la rue. Elle a également été dénommée « rue des Chanoines ».

## Historique

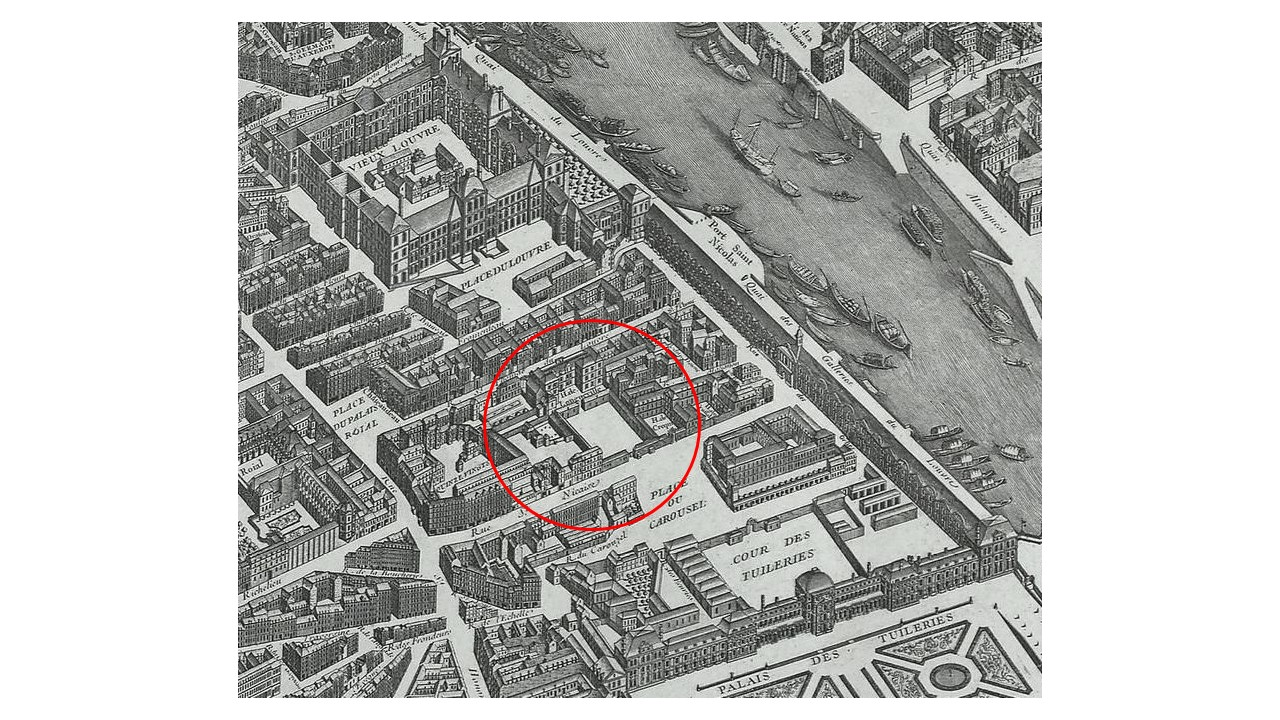
La rue-Saint-Thomas-du-Louvre sur le plan de Turgot (1739). Le cercle indique l'hôtel de Longueville.

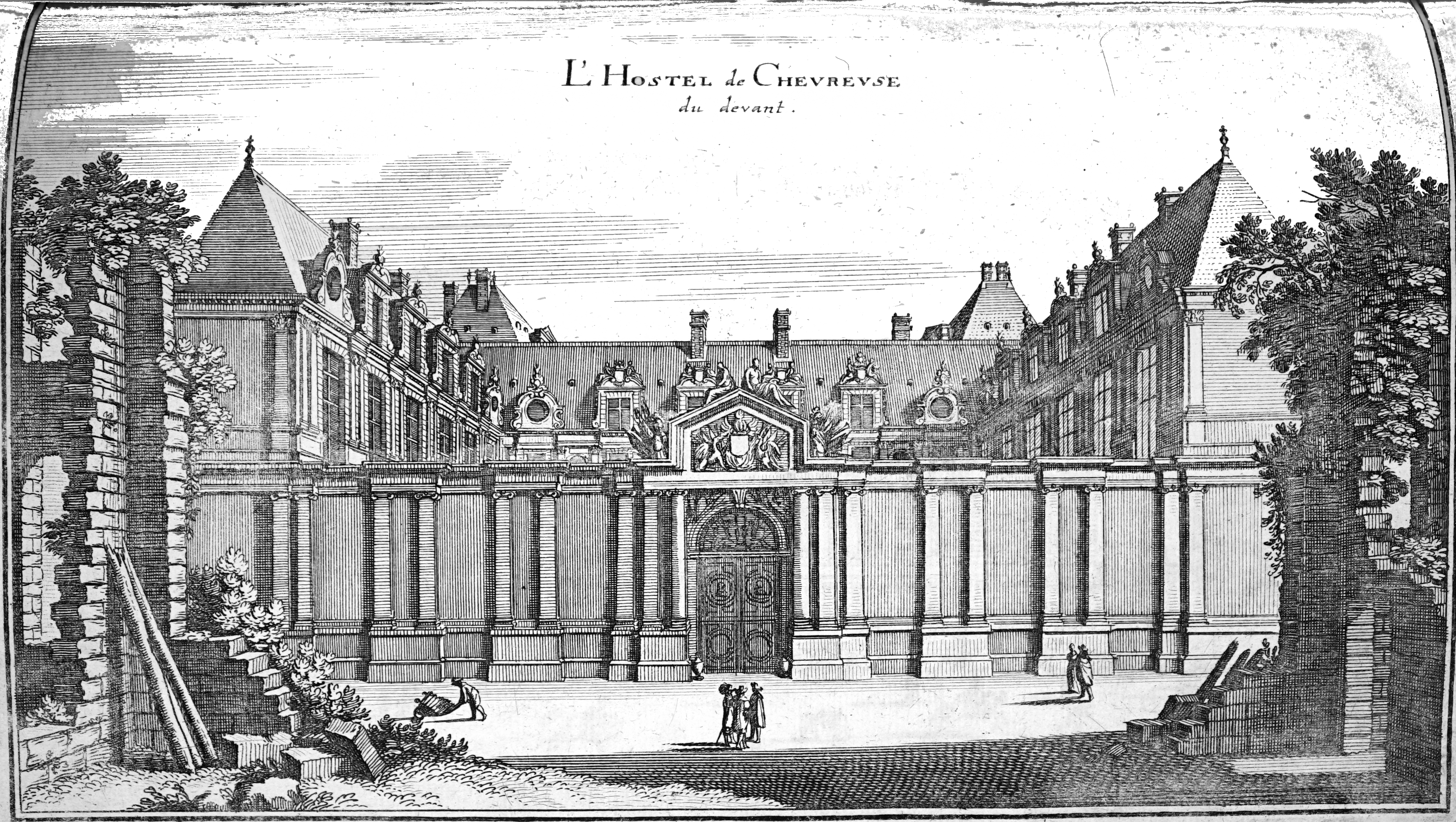
L'ancien hôtel de Chevreuse, rue Saint-Thomas-du-Louvre, ultérieurement connu sous la dénomination hôtel de Longueville, gravure extraite d'un livre paru en 1655.

C'est dans une charte de 1212 que cette rue est nommée pour la première fois sous l'expression latine « strata Canonicorum » (« rue des Chanoines »). Le nom vicu Thome de Lupera ne se rencontre qu'en 1242.
Attaché à l'église Saint-Thomas se trouvait l'hospice, ou collège, du même nom.
L'hôtel du duc de Chevreuse, dont les plans sont dessinés en 1624 par Clément II Métezeau (1581-1652) est construit entre la rue Saint-Thomas et la rue Saint-Nicaise. Il prend le nom d'hôtel de Longueville après avoir été cédé, en 1663, à la duchesse de Longueville (1619-1679), sœur aînée du Grand Condé (1621-1686). En 1749, il est acheté par les fermiers généraux pour y établir la ferme du tabac, annexe de la Ferme générale. Il devient une salle de bal sous le Directoire, puis écuries impériales sous l'Empire, avant d'être démoli en 1833.
Entre 1714 et 1719, est construit à l'angle de la rue et de la place du Palais-Royal le château d'eau du Palais-Royal. Ce monument est détruit par un incendie pendant les journées insurrectionnelles de 1848.

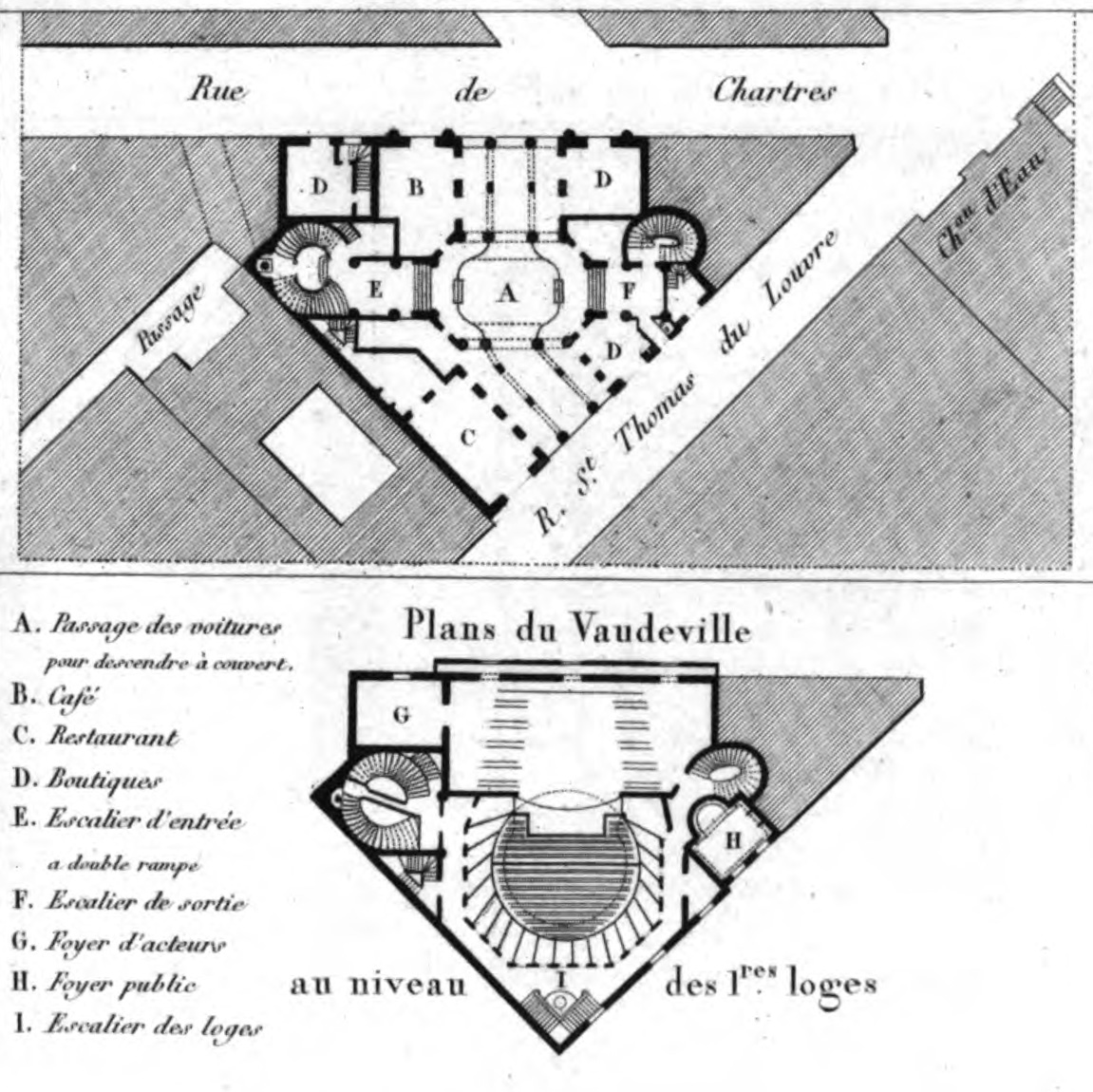
Plan du premier théâtre du Vaudeville, ouvert en 1792.

À l'emplacement de l'hôtel de Rambouillet est construit en 1784 le vauxhall d'hiver. Cette salle de danse est remplacée par le premier théâtre du Vaudeville en 1792. Ce théâtre est détruit par un incendie en 1838.
Le premier secrétaire du cardinal de Richelieu, Denis Charpentier, habitait dans un hôtel particulier rue Saint-Thomas-du-Louvre de 1635 jusqu’à sa mort en avril 1647. La demeure touchait au nord l’hôtel de Rambouillet et s’étendant jusqu’au cimetière de l’hôpital des Quinze-Vingts. 
Dans le cadre du dégagement du Louvre pour la réunion du Louvre et des Tuileries, la partie au sud de la rue du Carrousel est supprimée dans les années 1800. Le reste disparait dans les années 1850. Le pavillon de la Bibliothèque, le passage et le pavillon Richelieu ont été construits sur le nord de la rue, alors que le pavillon Denon occupe la partie sud de la rue. La pyramide du Louvre a été érigée à l'emplacement du croisement de la rue du Carrousel et de la rue Saint-Thomas-du-Louvre.

## Riverains
- En 1733, année de son mariage, le peintre François Boucher (1703-1770) habite dans cette rue, paroisse de Saint-Germain-l’Auxerrois, selon l'acte de mariage (paroisse Saint-Roch) transcrit par les frères Goncourt[7]. Avec sa femme, née Marie-Jeanne Buseau (ou Buzeau), il y demeure encore en 1736, lors de la naissance de leur deuxième enfant. En 1743, la famille Boucher, qui compte à présent trois enfants, déménage dans la rue de Grenelle-Saint-Honoré puis rue de Richelieu en 1748[8].
- En janvier 1780, y meurt la graveuse Marie-Marguerite Oudry, veuve du peintre Jean-Baptiste Oudry[9].